# Opharus basalis
Opharus basalis är en fjärilsart som beskrevs av Walker 1856. Opharus basalis ingår i släktet Opharus och familjen björnspinnare. Inga underarter finns listade i Catalogue of Life.